# Lycaenopsis labranda
Lycaenopsis labranda är en fjärilsart som beskrevs av Hans Fruhstorfer 1917. Lycaenopsis labranda ingår i släktet Lycaenopsis och familjen juvelvingar. Inga underarter finns listade i Catalogue of Life.